# الحسن بدر الدين بن إدريس
الحسن بدر الدين بن إدريس كان الداعي المطلق العشرين للإسماعيليين الطيبيين في اليمن من 1468 إلى 1512 م.

## الحياة
خلف والده إدريس عماد الدين في عام 1468، وظل في المنصب حتى وفاته في عام 1512، عندما خلفه شقيقه الحسين حسام الدين. شجع الحسن التعليم وأنعم على طلابه بكثير من النعم. كان يولي اهتماما خاصا لأي شخص يأتي من الهند.
وقد خلف ابنه محمد عز الدين الأول منصب الداعي المطلق الثالث والعشرين في عام 1527، وكان آخر فرد من عائلة بني الوليد الأنف التي سيطرت على المنصب منذ أوائل القرن الثالث عشر.